# Ото Херфурт
Ото Херфурт (на немски: Otto Herfurth) е германски генерал-майор от Вермахта, участвал в опита за убийство на фюрера Адолф Хитлер от 20 юли 1944 г.

## Кариера
Херфурт е началник на персонала на Военен район III, който обхваща Берлин и Бранденбург. Първоначално той подкрепя опитa за преврат, но по-късно през нощта променя мнението си. На 14 август 1944 г. той е арестуван и е съден от Народна съдебна палата. Обесен е на 29 септември 1944 г. в затвора Пльоцензе в Берлин.